# Abeokuta
Abeokuta è una città del sud-ovest della Nigeria, capitale dello stato di Ogun. Situata a 7°8'N, 3°25'E, porto fluviale sull'Ogun, 64 miglia a nord di Lagos.
Abeokuta si trova in una fertile pianura dalla cui superficie spuntano massi di granito grigio. Si estende su una ampia area ed è circondata da mura di fango della lunghezza di 18 miglia. 
Abeokuta (che significa "sotto le rocce"), risale al 1825, e deve le sue origini all'incessante movimento dei cercatori di schiavi dal Dahomey e Ibadan, che spinse la popolazione dei villaggi a scappare verso la campagna aperta per cercare rifugio dal nemico comune. Qui costituirono una libera confederazione di molti gruppi distinti, ognuno dei quali preservava i propri usi tradizionali, riti religiosi e anche alcuni dei nomi dei propri villaggi di origine. Questo aggregato apparentemente incoerente riuscì a far fronte alle spedizioni che venivano mandate loro contro dal re del Dahomey da ovest e dalla popolazione di Ibadan dal nord-est.
Abeokuta, sotto lo zelo riformatore dei suoi governanti locali, fu largamente trasformata nei primi anni del XX secolo. Furono costruiti il tribunale, uffici governativi, le prigioni e un grande ponte, strade lastricate e venne creato un sistema sanitario. Le case tradizionali sono costruite con il fango. 
Ci sono numerosi mercati dove è possibile acquistare sia prodotti del luogo, tra i quali olio di palma, legname, gomma e yam, che di origine europea. Viene pubblicato un periodico ufficiale in lingua yoruba e in lingua inglese. Ad Abeokuta c'è il quartier generale del ramo Yoruba della Church Missionary Society e i missionari hanno avuto un buon successo nel fare proseliti nella zona. Nelle loro scuole vengono educati circa 2.000 bambini. Il completamento nel 1899 della ferrovia collegata a Lagos (di cui è nodo sulla linea Lagos-Kano) ha aiutato non solo a sviluppare i commerci, ma anche ad aumentare l'influenza britannica sulla città.
Vi si trovano lussureggianti foreste dell'albero di palma, che costituiscono la più importante ricchezza delle popolazioni. Viene coltivato anche il cotone per le esportazioni. Gli egba sono agricoltori entusiasti ed hanno largamente adottato i moderni sistemi europei di coltivazione.
La città ha dato i natali allo psichiatra Thomas Adeoye Lambo (1923–2004), uno dei primi operanti in Africa, che ricevette molti incarichi direttivi presso la Organizzazione mondiale della sanità.